# Per Adolf Thorén

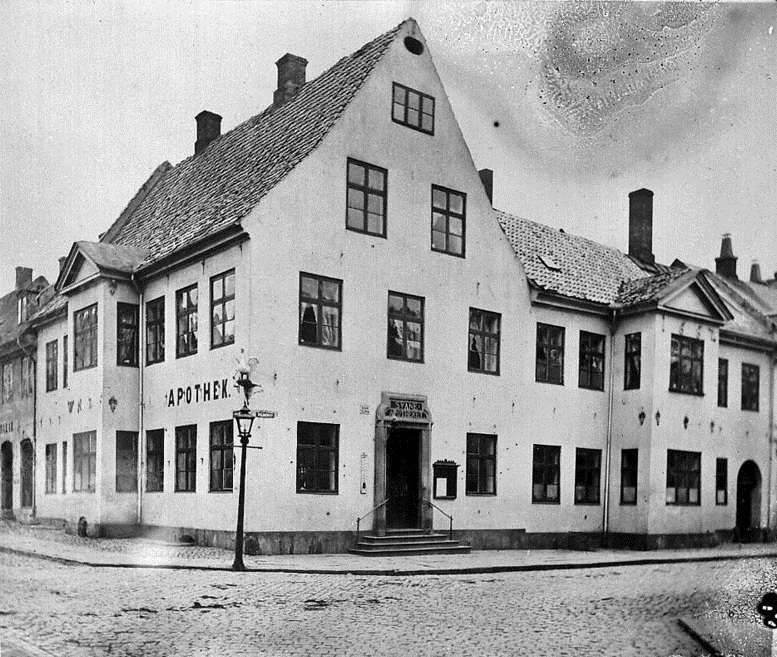
Svaneapoteket na rohu Tollbugata 21, Kongensgate, Oslo. Postaveno v roce 1628. Budova byla zničena 30. června 1897. Foto: 1880

Per Adolf Thorén (1830, Bergen – 1909) byl norský fotograf a jeden z průkopníků krajinářské fotografie.

## Životopis
Své fotografické začátky započal prací v Bergenu. Hodně cestoval po zemi a později založil vlastní studio v Christianii, Sandefjordu a Göteborgu. V Christianii měl studia na několika různých místech, včetně brány Karl Johans gate.
Sbírka obrazů Adolfa Thoréna je v několika archivech, včetně Městského muzea v Oslu, sbírky Roberta Meyera nebo Norského lidového muzea.

## Galerie

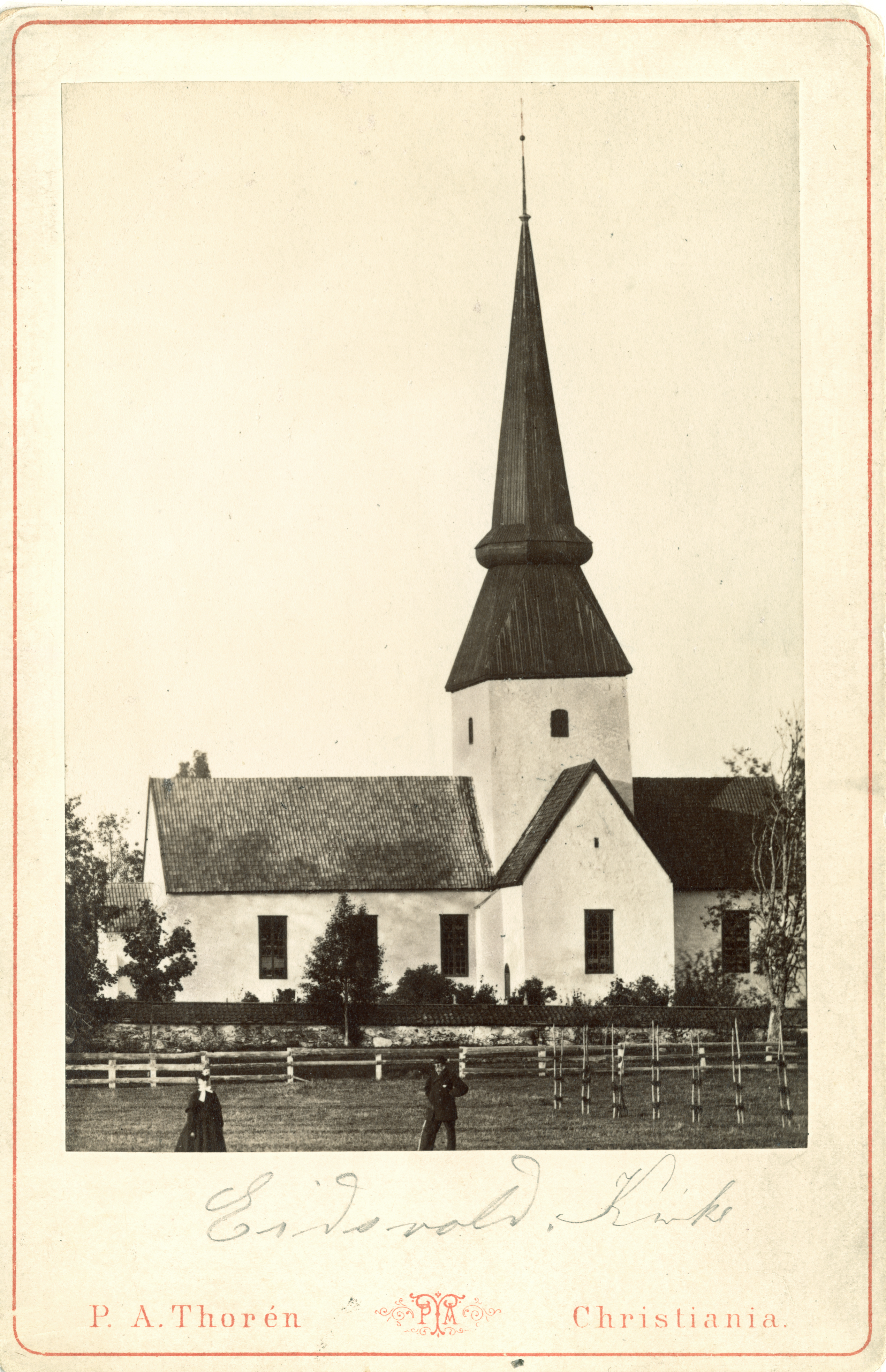
Kostel v Eidsvollu, 1870–1883
Pohled na Oslo, ze směru od St. Hanshaugen, panorama
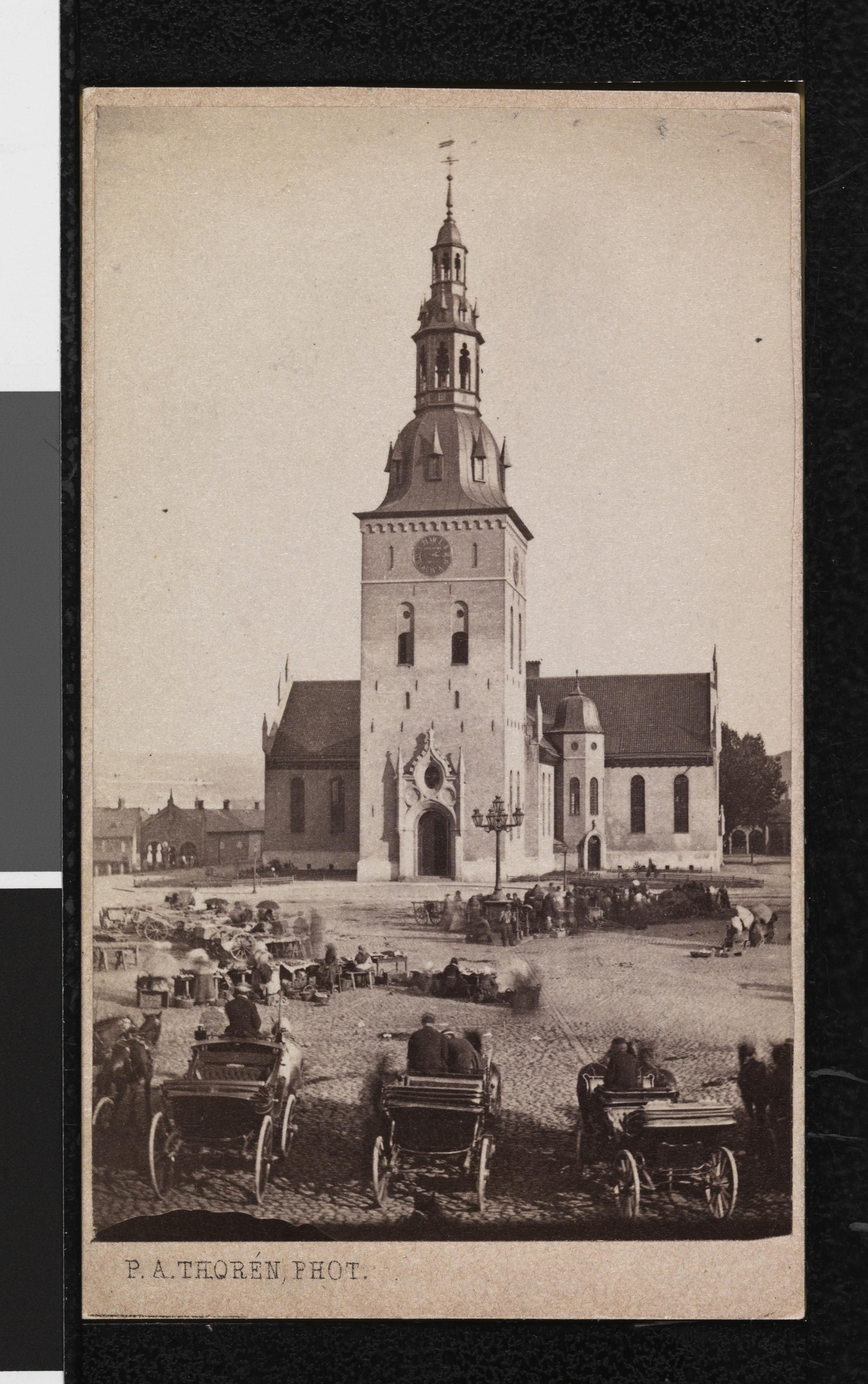
Kostel Vår Frelsers, církev našeho Spasitele
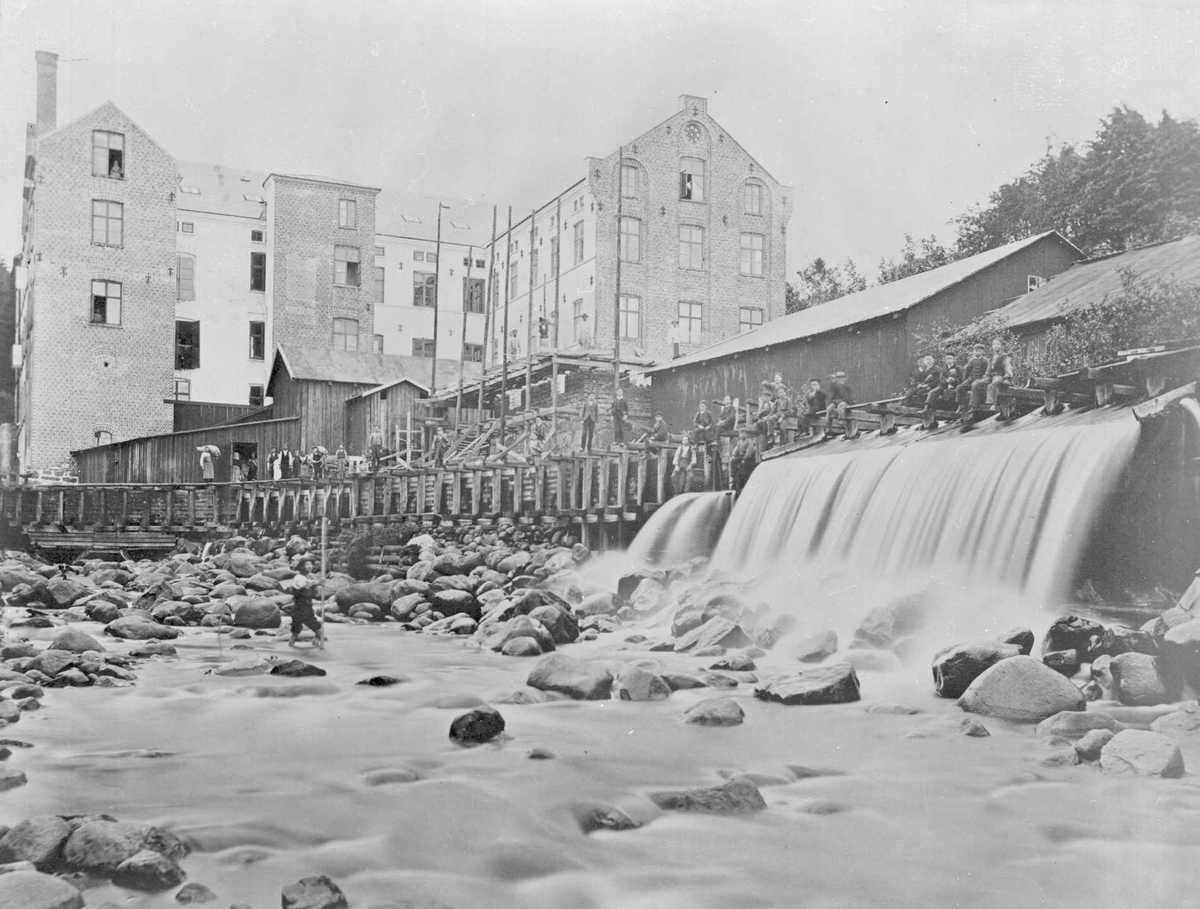
Nydalens Compagnie, Nedre Spinderi, pohled od řeky
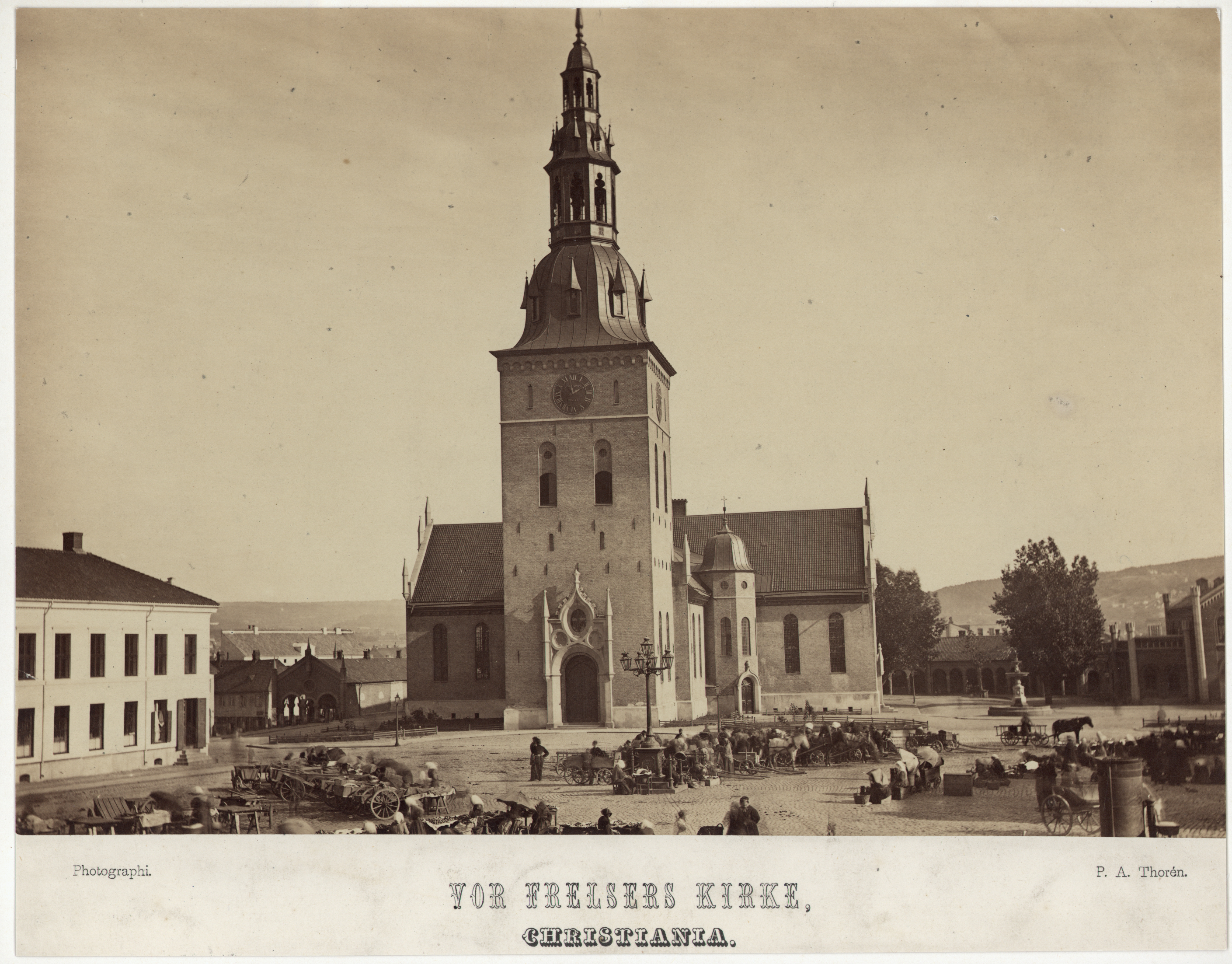
Oslo domkirke, kostel našeho Spasitele, Oslo – Riksantikvaren
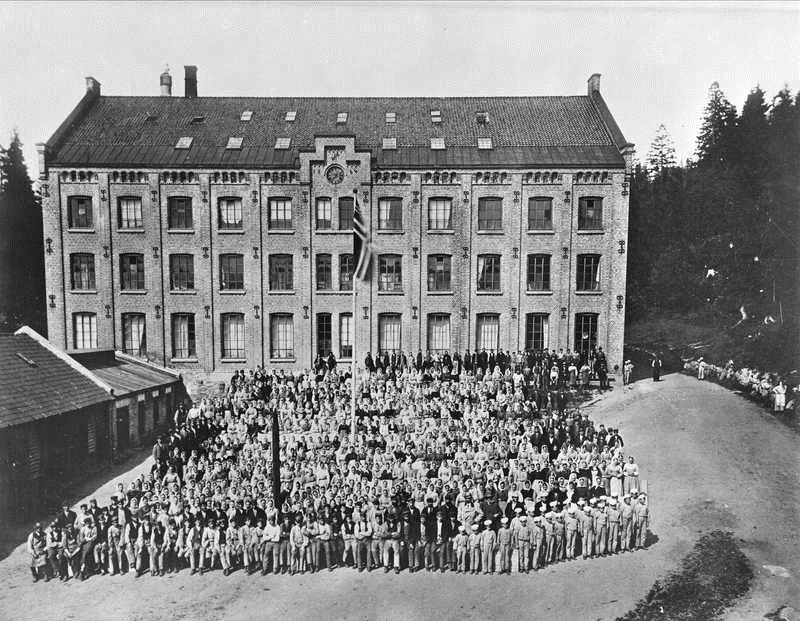
Nydalens Compagnie